# Josip Hatze
Œuvres principales
- Le Retour (1910)
- Adel et Mara (1932)

Josip Hatze (né et mort à Split, 21 mars 1879 – 30 janvier 1959) compositeur et chef d'orchestre croate. Il est l'un des premiers et des plus éminents compositeurs croates dans le style méditerranéen, de la première moitié du siècle dernier.

## Biographie
Hatze est né à Split (alors dans l'Empire Austro-Hongrois, aujourd'hui en Croatie) au sein d'une famille d'artisans respectés de Split. C'est dès l'école, qu'il se familiarise avec la musique et en particulier avec de la musique d'église et les chansons folkloriques dans sa langue. Sa sensibilité musicale exceptionnelle est découverte accidentellement et avec le soutien de sa famille, il peut assister à toutes les représentations du théâtre municipal de Split nouvellement ouvert. Il y forge une solide expérience de l'orchestre et des interprétations du chœur. À 16 ans, il est encouragé à chanter la messe à l'église. C'est la période où il a écrit sa « Misa a Kapela » sur un texte en croate, qui est créée avec succès. Plus tard, d'autres chorales des écoles dalmates commencent à jouer ses œuvres musicales. 
Il complète ses études de composition en Italie, au Conservatoire Rossini de Pesaro, avec le compositeur Pietro Mascagni avec un prix en 1902. Il retourne chez lui à Split, où il travaille comme professeur de musique et maître de chapelle des chorales Zvonimir et Guslar qu'il conduit une trentaine d'années en tout.
Pendant la Première Guerre mondiale, il est sur le front en Albanie. Loin de chez lui il ignore que sa femme, Gilda était morte de la grippe – Gilda était de la famille patricienne, Marulić (apparentée à Marko Marulić, le « père de la littérature croate », XVIe siècle). Après la guerre, il reprend son activé de chef de chœur à la chorale Guslar.
Pendant la Seconde Guerre mondiale, après avoir opté pour la résistance en 1941, Hatze est réfugié en décembre 1943 à El Shatt en Egypte lors de l'évacuation des îles centrales de la Dalmatie. Il organise un chœur mixte dans le camp. Après quelques mois l'ensemble a un répertoire de plusieurs centaines de chants et donne environ 150 concerts dans les camps militaires, les hôpitaux, des théâtres et salles de concert, sur les stations de radios du Caire et d'Alexandrie (avec des rediffusions en Angleterre et aux États-Unis) et dans d'autres grandes villes de l'Egypte et du Moyen-Orient. En juin 1945, le groupe rejoint la Dalmatie, et se produit une dernière fois à Zagreb, lors de la session du Conseil d'État anti-fasciste pour la libération nationale de Croatie, avant leur dissolution. Pendant cette période, il écrit une quarantaine de chansons partisanes ou patriotiques.
Josip Hatze est mort à Split, à l'âge de 80 ans.
Le compositeur croate Ruben Radica (* 1931) est son petit-fils,.

## Style
Josip Hatze est avec Blagoje Bersa (1873–1934) et Dora Pejačević (1885–1923) l'un des fondateurs du style moderne de la musique croate. Il apporte son expérience internationale à la tradition romantique croate, plutôt conservatrice au tournant du siècle. La saveur particulière de sa musique est issue de la tradition méditerranéenne dans laquelle il a grandi. Son œuvre – essentiellement vocale – au style bien personnel, est de facture bel canto. Si son opéra Le Retour tire sur le vérisme, Adel i Mara, plus tardif, s'approprie des éléments folkloriques stylisés.

## Œuvres
Josip Hatze laisse principalement des œuvres de musique vocales : des mélodies en solo (une soixantaine, datées pour l'essentiel d'avant 1914), de la musique chorale, des cantates et des opéras, ainsi que pendant la période de guerre des chants patriotiques.
De ses cantates on cite « La Nuit à Una » (poème d'Hugo Badalić), « Exodus » (1912) et « Golemi Pan » (1917) sur un poème de Vladimir Nazor.
Hatze avait un grand sens dramatique. Cette compétence a été particulièrement bien appliquée dans l'orchestration des opéras tels « Povratak » (1910) [Le Retour] et « Adel i Mara » (1932). Le Retour narre l'histoire d'un paysan croate ayant dû s'exiler dans un pays étranger pour nourrir les siens, qui doit ensuite retourner dans sa famille. Il évoque l'ambiance d'un réveillon de Noël d'un pauvre village de Slavonie.
Adel et Mara est un opéra basé sur une épopée romantique intitulée Bijedna Mara [Pauvre Mara] de Luka Botić (1830–1863), natif de Split. L'histoire, à tendance nationale, située en Dalmatie dans la seconde moitié du XVIe siècle, présente deux groupes sociaux et ethniques : le Dalmatien et le turc, confrontés aux amours malheureux et interdits d'Adel le musulman et Mara (Marie) la chrétienne.

### Mélodies
- Romance i melodije (Romances et mélodies), 1900
- Proljetni lahoris, 1903
- Novo cvijeće (Nouvelles fleurs), 1907

### Cantates
- Noć na Uni [Une nuit sur la rivière Una] pour ténor, chœur mixte et orchestre (1902) sur un poème d'Hugo Badalić (OCLC 3724191)
- Exodus pour baryton, chœur à quatre voix et orchestre (1912) (OCLC 17716258)
- Golemi Pan pour ténor, chœur mixte et orchestre (1917) sur un poème de Vladimir Nazor (OCLC 1424688)

### Opéras
- Povratak [Le Retour] (1910) sur un livret de Srgjan Tucic. Dédié à Mascagni : « Al mio venerato Maestro Pietro Mascagni in segno di eterna riconoscenza »[5]
- Adel i Mara (1932) d'après Luka Botić

## Hommages
En l'honneur du musicien croate, l'école de musique de Split, porte son nom : « Josip Hatze ».
En Croatie, un timbre postal a été édité pour le 125e anniversaire de sa naissance.

## Discographie
- Adel I Mara - Blaženka Milić*, Mirka Klarić, sopranos ; Dubravka Zubović, Nada Puttar-Gold, Nina Čangalović, mezzo-sopranos ; Marija Rožman, alto ; Damir Žarko, Josip Novosel, Piero Filippi, Stojan Stojanov, ténors ; Boris Vajda, Duško Kukovec, Vladimir Ruždjak, barytons ; Franjo Petrušanec, basse ; Chœur de l'opéra national croate de Split, Orchestre symphonique de la radio de Zagreb, Dir. Jovan Šajnović (1970, LP Jugoton LSY-61449/50) (OCLC 80594622)